# Nikolasz Nagy
Nikolasz Ticián Nagy (* 31. Oktober 2000) ist ein ungarischer Fußballspieler.

## Karriere
Nagy wechselte im Februar 2016 nach Österreich in die Jugend des SC Pinkafeld. In der Saison 2016/17 zählte er erstmals zum Kader der Kampfmannschaft der Burgenländer, für die er aber noch nicht zum Zug kam. Sein Debüt in der Burgenlandliga gab er schließlich im Oktober 2017. In den folgenden sechs Spielzeiten kam der Verteidiger zu 108 Einsätzen in der vierthöchsten Spielklasse, in denen er 18 Tore erzielte.
Zur Saison 2023/24 wechselte Nagy zum Zweitligisten SV Lafnitz. In seiner ersten Saison in Lafnitz kam er aber nur für die Amateure der Steirer zum Zug, für die er 18 Mal in der Landesliga auflief. Im März 2025 gab er dann sein Profidebüt in der 2. Liga, als er am 21. Spieltag der Saison 2024/25 gegen Schwarz-Weiß Bregenz in der 61. Minute für Kylian Silvestre eingewechselt wurde. Dies blieb aber sein einziger Einsatz für die Steirer, die zu Saisonende aus der 2. Liga abstiegen.
Zur Saison 2025/26 wechselte Nagy anschließend zu Regionalligist SV Oberwart.